# 中山史郎
中山 史郎（なかやま しろう、1947年7月9日 - 2018年9月8日）は、日本のテレビドラマの監督・演出家である。株式会社ザ・ワークス取締役副社長、株式会社The icon取締役。

## 来歴・人物
長野県長野市出身。長野県長野高等学校を経て、1972年早稲田大学第一文学部卒業後、日本テレビに入社。入社後は「たんぽぽ」の演出補（AD）を務める。1980年「池中玄太80キロ」で演出デビュー。
1984年、日本テレビを退社。その後フリーとなり、ザ・ワークスに入社した。

## 主な監督・演出作品

### 日本テレビ時代

#### 連続ドラマ
- 池中玄太80キロ（1980年）
- 竹とんぼ（1981年 - 1982年）
- 池中玄太80キロII（1981年）
- 天まであがれ!（1982年）
- せーの!（1982年 - 1983年）
- 天まであがれ!2（1983年）
- 風の中のあいつ（1984年）
- 気分は名探偵（1984年 - 1985年）

### フリーを経てザ・ワークス時代

#### 連続ドラマ
- やったぜベイビー!（1986年、日本テレビ）
- 痛快!婦警候補生やるっきゃないモン!（1987年、テレビ朝日，東宝）
- 制作2部青春ドラマ班（1987年、テレビ朝日）
- 恋はいつもアマンドピンク（1988年、テレビ朝日）
- 愛の劇場「料理恋物語」（1988年、TBS，松竹）
- ドラマ23「原色恋愛図鑑」（1989年、TBS）
- ハロー!グッバイ（1989年、日本テレビ，東宝）19本中2本作品
- 愛してるよ!先生（1990年、TBS，ホリプロ）
- 愛の劇場「花を下さい」（1991年、TBS）
- 愛の劇場「私の生徒は12人」（1992年、TBS）
- いつか好きだと言って（1993年、TBS，ホリプロ）
- 嘘つきは夫婦のはじまり（1993年、日本テレビ）
- 月曜ドラマ・イン「南くんの恋人」（1994年、テレビ朝日，渡辺企画）
- 月曜ドラマ・イン「最高の恋人」（1995年、テレビ朝日）
- 月曜ドラマ・イン「名探偵保健室のオバさん」（1997年、テレビ朝日）10本中4本作品
- ドラマ30「のんちゃんのり弁2」（1998年、中部日本放送）

#### 単発・スペシャルドラマ
- 月曜ドラマランド「ひまわりくん」（1985年、フジテレビ）
- 火曜サスペンス劇場「結婚」（1986年、日本テレビ）
- 新・乳母車（1986年、テレビ朝日）
- 火曜サスペンス劇場「殺人記念写真・和田アキ子のDPE屋シリーズ2」（1987年、日本テレビ）
- 土曜ドラマスペシャル「ちょっとだけ覗かせて」（1988年、TBS，ユニオン映画）
- 土曜ドラマスペシャル「高田純次の女で出世する方法」（1989年、TBS）
- 土曜ドラマスペシャル「パパはパパでも代理パパ」（1989年、TBS）
- 火曜スーパーワイド「霊界捜査II・日本ロマンチック街道殺人事件」（1989年、テレビ朝日）
- ドラマチック22「ちょっとだけ覗かせて2・結婚編」（1989年、TBS，ユニオン映画）
- ドラマチック22「ばちあたり常夏娘」（1989年、TBS）
- ドラマチック22「東京Xマス・ラブウォーズ」（1989年、TBS）
- ドラマチック22「ゴーゴー!バカ大将」（1990年、TBS）
- 木曜ゴールデンドラマ「おっと（夫）あぶない!」（1990年、読売テレビ）
- ドラマチック22「ちょっとだけ覗かせて3・ホステス編」（1990年、TBS，ユニオン映画）
- ドラマチック22「姉貴の恋人」（1990年、TBS）
- ドラマチック22「父と娘の結婚戦争」（1991年、TBS）
- 木曜ゴールデンドラマ「どんでん夫婦」（1991年、読売テレビ）
- 金曜ドラマシアター「ゆうべの秘密殺人事件」（1991年、フジテレビ）
- 金曜ドラマシアター「お母さんは宇宙人」（1991年、フジテレビ）
- 木曜ゴールデンドラマ「おっと、あぶない」（1992年、読売テレビ）
- 月曜ドラマスペシャル「またまた恋して一直線 バブルがはじけて私は芸者春駒になりました!」（1992年、TBS）
- 本当にあった怖い話「ゴーストと同棲する女」、「愛犬が知らせた死」（1992年、テレビ朝日，ホリプロ）
- 月曜ドラマスペシャル「僕は家裁調査官 離婚・非行・遺産相続」（1992年、TBS）
- 花王ファミリースペシャル「林家三平夫人物語」（1993年、関西テレビ）
- 月曜ドラマスペシャル「保険調査員 しがらみ太郎の事件簿・出雲松江殺人事件」（1996年、TBS，アズバーズ）
- 月曜ドラマスペシャル「おばさん会長・紫の犯罪清掃日記 ゴミは殺しを知っている」（2000年、TBS，ファインエンターテイメント）
- 月曜ドラマスペシャル「陰の季節2・動機」（2001年、TBS）
- 月曜ミステリー劇場「おばさん会長・紫の犯罪清掃日記 ゴミは殺しを知っている2」（2001年、TBS，ファインエンターテイメント）
- 月曜ミステリー劇場「おばさん会長・紫の犯罪清掃日記 ゴミは殺しを知っている3」（2002年、TBS，ファインエンターテイメント）
- 月曜ミステリー劇場「陰の季節4・失踪」（2002年、TBS）
- 月曜ミステリー劇場「陰の季節6・刑事」（2003年、TBS）
- 月曜ミステリー劇場「おばさん会長・紫の犯罪清掃日記 ゴミは殺しを知っている5」（2003年、TBS，ファインエンターテイメント）
- 月曜ミステリー劇場「おばさん会長・紫の犯罪清掃日記 ゴミは殺しを知っている6」（2004年、TBS，ファインエンターテイメント）
- 土曜ワイド劇場「デパート仕掛け人!天王寺珠美の殺人推理」（2007年、ABCテレビ，ファインエンターテイメント）
- 土曜ワイド劇場「デパート仕掛け人!天王寺珠美の殺人推理2」（2008年、ABCテレビ，ファインエンターテイメント）
- 土曜ワイド劇場「デパート仕掛け人!天王寺珠美の殺人推理3」（2009年、ABCテレビ，ファインエンターテイメント）
- 土曜ワイド劇場「デパート仕掛け人!天王寺珠美の殺人推理4」（2010年、ABCテレビ，ファインエンターテイメント）